# (486780) 2014 HW28
(486780) 2014 HW28 es un asteroide perteneciente al cinturón de asteroides, descubierto el 2 de abril de 2014 por el equipo del Mount Lemmon Survey desde el Observatorio del Monte Lemmon, Arizona, Estados Unidos.

## Designación y nombre
Designado provisionalmente como 2014 HW28.

## Características orbitales
2014 HW28 está situado a una distancia media del Sol de 2,173 ua, pudiendo alejarse hasta 2,376 ua y acercarse hasta 1,970 ua. Su excentricidad es 0,093 y la inclinación orbital 6,392 grados. Emplea 1170,06 días en completar una órbita alrededor del Sol.

## Características físicas
La magnitud absoluta de 2014 HW28 es 18,66.